# Arxama ochraecealis
Arxama ochraecealis là một loài bướm đêm trong họ Crambidae.